# Église Saint-Martin de Lurcy-Lévis
L'église Saint-Martin est une église catholique située sur la commune de Lurcy-Lévis, dans le département de l'Allier, en France. Ancienne église prieurale, elle possède l'un des rares chœurs en trèfle (trilobe, ou trikonchos) que l'on trouve dans toute l'Europe et est classée monument historique depuis 1937.

## Localisation
L'église se trouve au centre du village de Lurcy-Lévis, dans le pays du Bourbonnais.
L'église Saint-Martin fait partie de la Route des églises peintes du Bourbonnais.

## Histoire
L’église reposerait sur les assises d’un ancien temple gallo-romain qui aurait brûlé pendant les invasions du Berry.
L'église Saint-Martin est fondée au XIIe siècle et remaniée à diverses époques. Le chœur trilobe, plutôt inhabituel en France, indique une date de construction à la fin du XIIe siècle. Le transept et la large nef à une seule travée sont postérieurs, XIVe siècle sans doute, tandis que le portail occidental de style gothique tardif, divisé en deux parties, ne date que du XVe siècle.
L'église fait l’objet d’un classement au titre des monuments historiques depuis le 16 décembre 1937.

## Description
L'église romane Saint-Martin est bâtie avec un chevet à plans tréflés qui constitue un ensemble sinon unique, du moins rare en France :  le chevet possède trois absides en demi-coupole de grandeur à peu près égale, groupées en trèfle. La nef, sans bas-côtés, semble de construction postérieure à celle du chevet ou a dû subir des modifications à une époque plus récente. La croisée du transept est couverte par une voûte à oculus du XIVe siècle, dont les arcs retombent sur les chapiteaux sculptés des demi-colonnes engagées des piles. Le chevet se compose de trois absides semi-circulaires, voûtées en cul-de-four, groupées en trèfle et donnant sur un carré voûté en berceau formant le chœur.
Le cul-de-four de l'abside orientale est décoré d'une mandorle, où une peinture murale représente le Christ Pantocrator entouré des quatre anthropomorphes. Il est soutenu par des arcades supportées par des chapiteaux sculptés.
L'abside centrale est divisée par des colonnes à chapiteaux, dont les sculptures — influencées par l'art de la sculpture bourguignonne sur le plan iconographique et stylistique — représentent des lions dévorant des hommes ou des griffons à deux têtes.
La charpente de la nef est apparente. Le clocher, carré et surmonté d'une flèche d'ardoise, est placé au niveau de la croisée du transept.
La porte d'entrée est remaniée au XVe siècle.

## Mobilier
Un vitrail situé au-dessus de la porte d'entrée est réalisé par Jules Hardouin-Mansart, surintendant des bâtiments de Louis XIV et architecte de Versailles. Il date de la fin du XVIIe siècle ou du début du XVIIIe siècle.
Deux pietà d'inspiration baroque sont conservées dans l'édifice. Un chemin de croix en bois sculpté orne les murs latéraux.
Un tableau, Jeanne d'Arc écoutant ses voix, esquisse au fusain de Léon-François Bénonville, est donné en 1945 par la famille Waldner.
L'église possédait une tapisserie flamande du xvie siècle représentant Le Christ guérissant l'aveugle (classée en 1904, déclassée en 1920). Don de Mme Henry Thuret en 1865, elle est réclamée en 1908 par des héritiers indélicats, qui gagnent le procès et rentrent en possession de l'objet.
En 1965, quatre statues des xviie siècle et xviiie siècle, représentant saint Pierre, saint Protay, saint Gervais et saint Roch, sont volées dans l'église.

## Illustrations

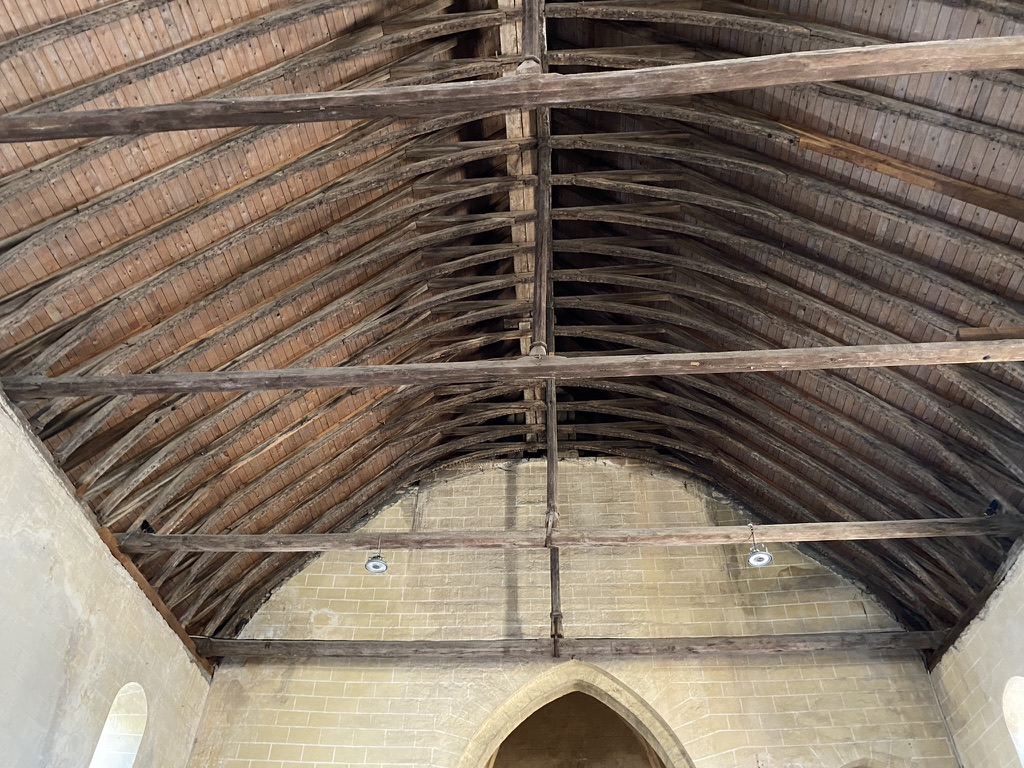
Nef et charpente.
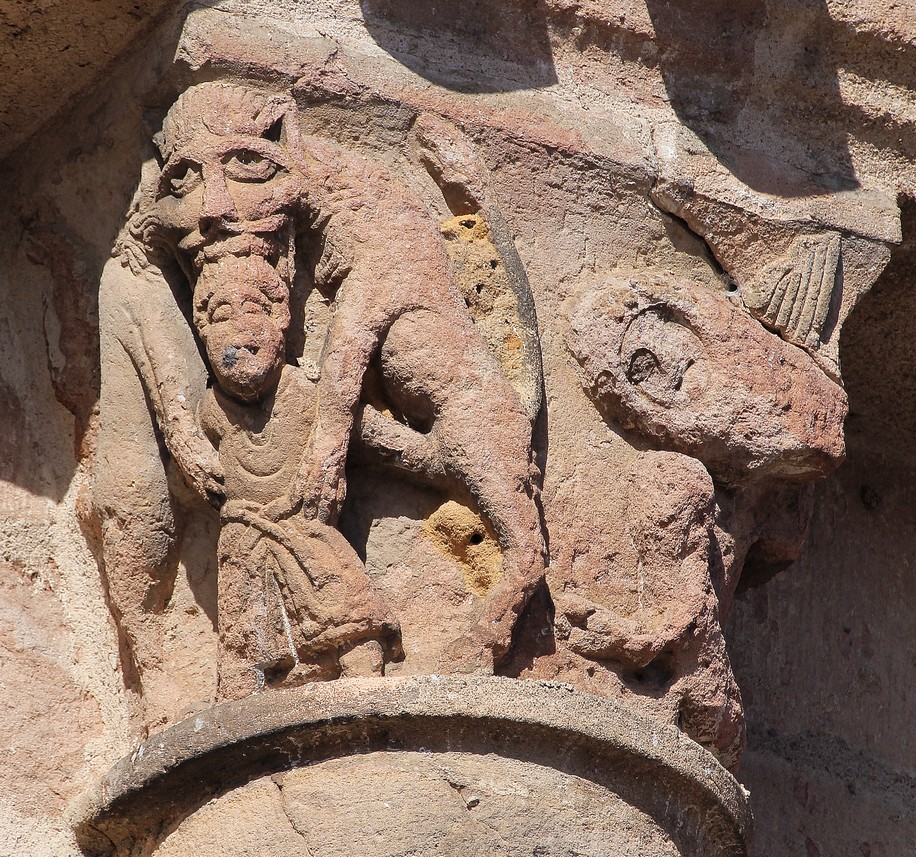
Chapiteau extérieur.
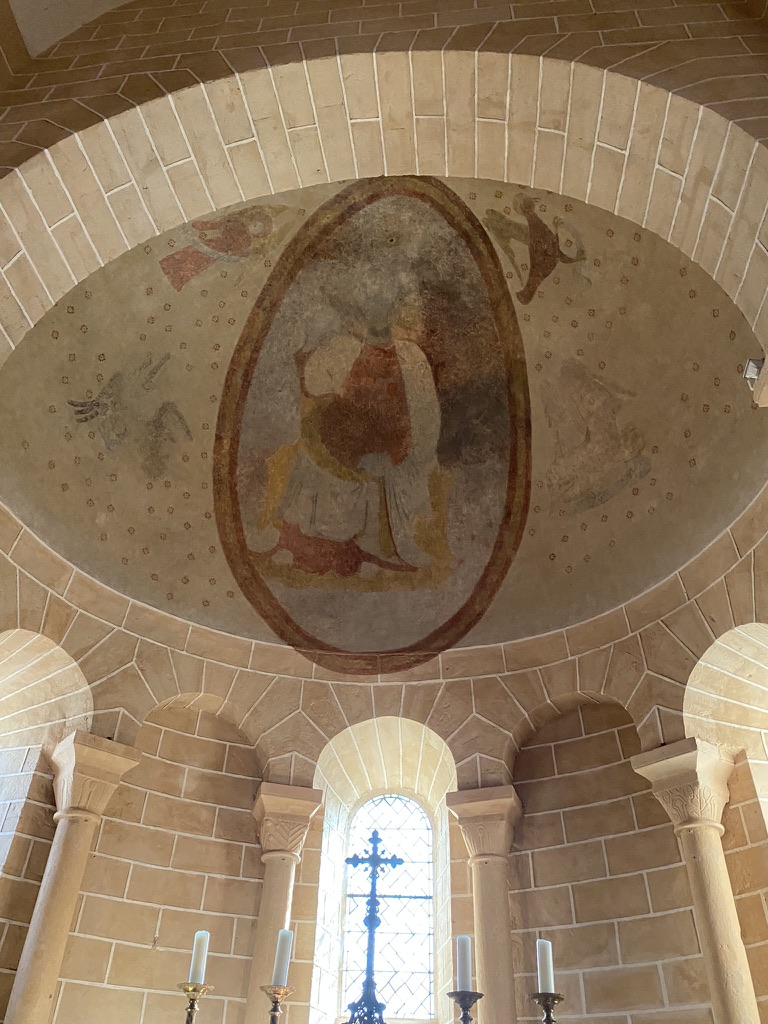
Mandorle.
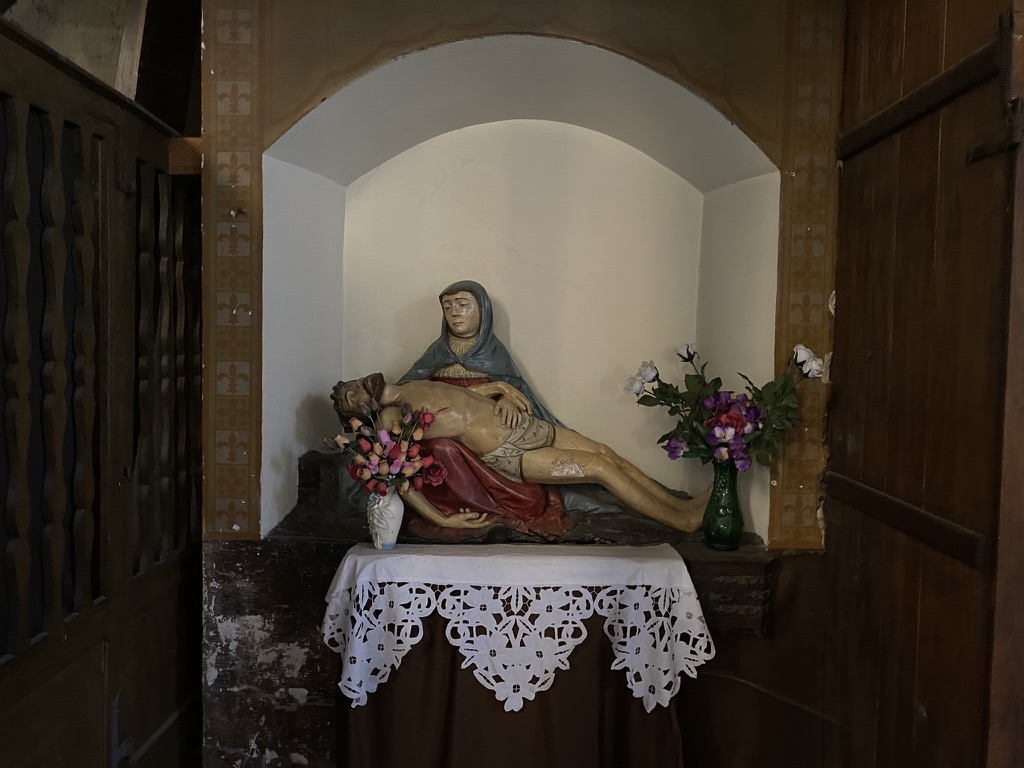
Pietà.
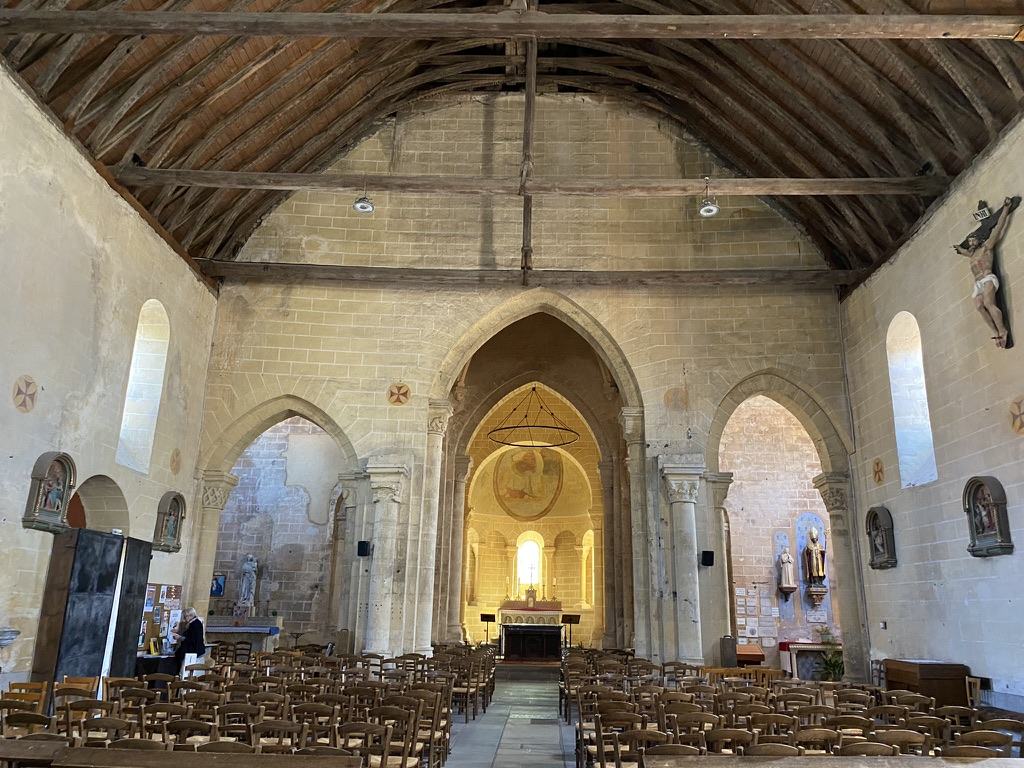
Nef et abside.